# John Sinclair (poète)
Pour les articles homonymes, voir John Sinclair et Sinclair.
John Sinclair, né le 2 octobre 1941 à Flint (Michigan) et mort le 2 avril 2024 à Détroit (Michigan), est un poète et militant politique américain, ancien manager du groupe MC5 et leader du White Panther Party de novembre 1968 à juillet 1969.

## Biographie

### Presse underground dans les années 1960
John Sinclair s'est impliqué dans la réorganisation du journal underground Fifth Estate, durant son essor de la fin des années 1960. Fondé en 1965, le journal est toujours publié aujourd'hui, ce qui en fait l'une des publications les plus durables de la presse alternative américaine. Il a également contribué à la fondation de l'organisation Detroit Artists Workshop, qui a publié quatre numéros du magazine work.

### Collaboration avec MC5
De 1965 à 1969, John Sinclair est le manager du groupe MC5, considéré comme un grand pionnier du punk et du hard rock. Sous son influence, le groupe rejoint les positions révolutionnaires du White Panther Party. Au cours de cette période, John Sinclair fait du trio le groupe résident de la célèbre salle de Détroit, Grande Ballroom, dans ce qui fut connu sous le nom de « shows Kick Out the Jams ». C'est encore lui qui gère la carrière du groupe lorsque celui-ci donna son concert gratuit à la Convention nationale du parti démocrate en 1968 à Chicago. Le groupe est le seul à pouvoir jouer avant que la police n'intervienne pour dissoudre la manifestation contre la guerre du Viêt Nam, qualifiée d'émeute par les autorités. MC5 finit par trouver la posture politique de John Sinclair trop radicale et s'en sépara en 1969.

### Arrestation et emprisonnement

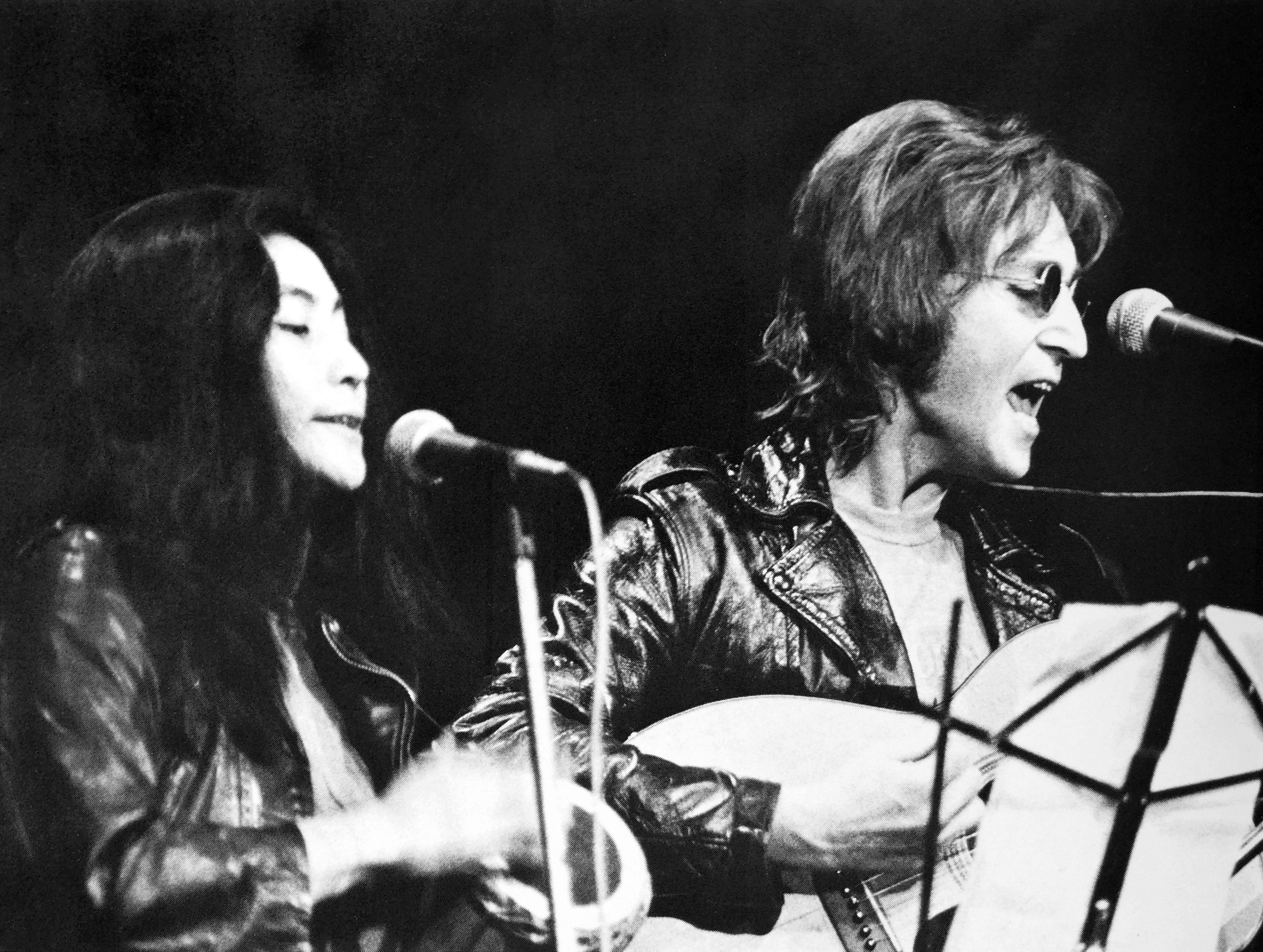
Yoko Ono et John Lennon chantant John Sinclair.

John Sinclair est condamné à une peine de 10 ans de prison en 1969 après avoir donné deux joints de marijuana à un policier de la brigade des stupéfiants américaine infiltré. La sentence est l'étincelle qui lance le mouvement réclamant sa libération, « Free John Now Rally », dans le Crisler Center à Ann Arbor en décembre 1971. Le mouvement rassemble les plus grandes figures de la gauche, notamment des chanteurs de pop dont John Lennon qui chante une chanson intitulée John Sinclair, Stevie Wonder et Bob Seger, des artistes de jazz comme Archie Shepp et Roswell Rudd, et les poètes activistes Allen Ginsberg, Rennie Davis, Jerry Rubin et Bobby Seale. La protestation s'invite même au festival de Woodstock, durant la performance des Who. Abbie Hoffman, fondateur du mouvement Yippie, interrompt le spectacle pour lancer à la foule « I think it's a pile of shit… while John Sinclair rots in prison! » (« Je pense que c'est de la merde... alors que John Sinclair pourrit en prison »). Il est toutefois poussé hors de la scène par Pete Townshend.
En décembre 1971, trois jours après un rassemblement à Ann Arbor réclamant sa libération, John Sinclair est libéré, la Cour suprême du Michigan ayant déclaré inconstitutionnelle la législation de l'état sur le cannabis. Ces évènements incitent à la tenue d'une manifestation annuelle en faveur de la légalisation du cannabis à Ann Arbor, le Hash Bash, qui se tient toujours à l'heure actuelle, et qui contribua à la décriminalisation de la marijuana dans la ville.
Plus tard, John Sinclair part vivre à Amsterdam. Il poursuit ses activités de poésie sonore.

### Mort
John Sinclair meurt d’une crise cardiaque à Détroit le 2 avril 2024, à l’âge de 82 ans.